# اختبارات إنجاز الولاية بالولايات المتحدة
اختبارات إنجاز الولاية بالولايات المتحدة هي عبارة عن اختبارات قياسية ضرورية في المدارس العامة الأمريكية لتتلقى المدارس التمويل الفيدرالي، بموجب قانون التعليم الابتدائي والثانوي لعام 1965, في القانون العام الأمريكي 107-110, وقانون عدم إهمال أي طفل (No Child Left Behind Act) لعام 2001.

## الاختبارات التي تجريها الولاية
يتم وضع الاختبارات القياسية التالية و/أو الإشراف عليها من قبل إدارات التعليم بالولاية و/أو المناطق التعليمية أو كلا الجهتين معًا بهدف قياس مستوى الإنجاز الأكاديمي عبر مستويات صف عديدة في التعليم الابتدائي والإعدادي والتعليم الثانوي العالي، فضلاً عن اختبارات التخرج من الثانوية العامة لقياس درجة الكفاءة عند التخرج من الثانوية العامة. وتُعتبر ولاية نبراسكا الولاية الوحيدة التي لا تُفعِّل نظام الاختبارات القياسية.
| الولاية            | الإدارة المشرفة                                    | اسم الاختبار | يُسمى أيضًا...            | المصدر      |
| ------------------ | -------------------------------------------------- | --- | ----------------------- | ----------- |
| ألاباما            | إدارة التعليم بولاية ألاباما                       | اختبار التخرج من الثانوية العامة بألاباما اختبار ألاباما للقراءة والرياضيات | AHSGE ARMT              | [ 1 ]       |
| ألاسكا             | إدارة التعليم والتنمية المبكرة بألاسكا             | الاختبارات المؤهلة للتخرج من الثانوية العامة التقييم القائم على المعايير | HSGQE SBA               | [ 2 ]       |
| أريزونا            | إدارة التعليم بولاية أريزونا                       | اختبار أريزونا لقياس المعايير | AIMS                    |             |
| أركنساس            | إدارة التعليم بولاية أركنساس                       | اختبارات المعايير الموسعة |                         | [ 3 ]       |
| كاليفورنيا         | إدارة التعليم بولاية كاليفورنيا                    | الاختبار القياسي وإعداد التقارير اختبار التخرج من الثانوية العامة بكاليفورنيا                                                                                                   | STaR CAHSEE             |             |
| كولورادو           | إدارة التعليم بولاية كولورادو                      | برنامج تقييم الطلاب بكولورادو | CSAP                    |             |
| كونيتيكت           | إدارة التعليم بولاية كونيتيكت                      | اختبار الأداء الأكاديمي بكونيتيكت اختبار كونيتيكت للإجادة | CAPT CMT                |             |
| ديلاوير            | إدارة التعليم بولاية ديلاوير                       | نظام التقييم الشامل بديلاوير | DCAS                    |             |
| مقاطعة كولومبيا    | منطقة المدارس العامة بكولومبيا                     | نظام التقييم الشامل بمقاطعة كولومبيا | DC-CAS                  |             |
| فلوريدا            | إدارة التعليم بولاية فلوريدا                       | اختبار للتقييم الشامل بفلوريدا | FCAT                    |             |
| جورجيا             | إدارة التعليم بولاية جورجيا                        | اختبارات الكفاءة محددة المعايير الاختبارات النهائية اختبار التخرج من الثانوية العامة بجورجيا التقييم البديل بجورجيا تقييمات الكتابة بجورجيا                                     | CRCT EOCT GHSGT GAA ... |             |
| هاواي              | إدارة التعليم بولاية هاواي                         | تقييم ولاية هاواي التقييم البديل بولاية هاواي | HSA/HSAA                |             |
| أيداهو             | إدارة التعليم بولاية أيداهو                        | اختبار إنجاز المعايير بأيداهو | I-SAT                   | [ 4 ]       |
| إلينوي             | مجلس التعليم بولاية إلينوي                         | اختبار إنجاز المعايير بولاية إلينوي اختبار باريير لإنجاز الولاية | ISAT PSAE               | [ 6 ]       |
| إنديانا            | إدارة التعليم بولاية إنديانا                       | اختبار منتشر على مستوى ولاية إنديانا لقياس مستوى التقدم التعليمي | I-STEP+                 |             |
| آيوا               | إدارة التعليم بولاية آيوا                          | اختبار المهارات الأساسية بولاية آيوا اختبارات التطور التعليمي بولاية آيوا | ITBS ITED               |             |
| كانساس             | إدارة التعليم بولاية كانساس                        | تقييم الرياضيات بولاية كانساس تقييم القراءة بولاية كانساس تقييم الكتابة بولاية كانساس تقييم العلوم بولاية كانساس تقييم التاريخ وعلوم السياسة والاقتصاد والجغرافيا بولاية كانساس |                         | [ 7 ]       |
| كنتاكي             | إدارة التعليم بكنتاكي                              | نظام اختبار المحاسبة بالكومنولث | CATS                    |             |
| لويزيانا           | إدارة التعليم بولاية لويزيانا                      | برنامج التقييم التعليمي بولاية لويزيانا برنامج التقييم التعليمي المتكامل بولاية لويزيانا الامتحان النهائي للتخرج                                                                | LEAP iLEAP GEE          |             |
| مين                | إدارة التعليم بولاية مين                           | التقييم التعليمي بولاية مين تقييم الثانوية العامة بولاية مين | MEA MHSA                | [ 8 ] [ 9 ] |
| ماريلاند           | إدارة التعليم بولاية ماريلاند                      | التقييم المدرسي بولاية ماريلاند تقييم الثانوية العامة | MSA HSA                 |             |
| ماساتشوستس         | إدارة التعليم بولاية ماساتشوستس                    | نظام التقييم الشامل بولاية ماساتشوستس | MCAS                    | [ 10 ]      |
| ميشيغان            | إدارة التعليم بولاية ميشيغان                       | برنامج التقييم التعليمي بولاية ميشيغان اختبار الأهلية بولاية ميشيغان | MEAP MME                |             |
| مينيسوتا           | إدارة التعليم بولاية مينيسوتا                      | التقييمات الشاملة بولاية مينيسوتا—المجموعة الثانية | MCA-II                  |             |
| مسيسيبي            | إدارة التعليم بولاية مسيسيبي                       | اختبار محو الأمية الوظيفية بولاية مسيسيبي اختبار المناهج الدراسية بولاية مسيسيبي                                                                                                | MFLE MCT                | [ 11 ]      |
| ميزوري             | إدارة التعليم الابتدائي والثانوي بولاية ميزوري     | برنامج التقييم بولاية ميزوري | MAP                     |             |
| مونتانا            | مكتب التعليم العام بمونتانا                        | نظام التقييم الشامل بولاية مونتانا | MontCAS                 | [ 12 ]      |
| نبراسكا            | إدارة التعليم بولاية نبراسكا                       | |                         |             |
| نيفادا             | إدارة التعليم بولاية نيفادا                        | برنامج اختبار الكفاءة بولاية نيفادا | NPEP                    | [ 13 ]      |
| نيوهامشير          | إدارة تعليم ولاية نيوهامشير                        | برنامج التقييم المشترك بولاية نيو إنجلاند | NECAP                   | [ 14 ]      |
| نيو جيرسي          | إدارة التعليم بولاية نيو جيرسي                     | تقييم المعرفة والمهارات بولاية نيو جيرسي تقييم الكفاءة للصف الثامن تقييم الكفاءة للثانوية العامة                                                                                | NJASK GEPA HSPA         |             |
| نيومكسيكو          | إدارة التعليم العام بولاية نيومكسيكو               | التقييم القائم على المعايير بولاية نيومكسيكو تقييم الأداء البديل بولاية نيومكسيكو                                                                                               | NMSBA NMAPA             | [ 15 ]      |
| نيويورك            | إدارة التعليم بولاية نيويورك                       | امتحانات ريجنتس | Regents                 |             |
| كارولاينا الشمالية | إدارة التعليم العام بولاية كارولاينا الشمالية      | اختبارات نهاية الصف بولاية كارولاينا الشمالية (الصفوف 3-8) الاختبارات النهائية (الصفوف 9-12)                                                                                    | EOGs EOCs               |             |
| داكوتا الشمالية    | إدارة التعليم العام بولاية داكوتا الشمالية         | تقييم ولاية داكوتا الشمالية |                         | [ 16 ]      |
| أوهايو             | مجلس التعليم بولاية أوهايو                         | تقييم الإنجاز بولاية أوهايو اختبار التخرج بولاية أوهايو | OAA OGT                 | [ 17 ]      |
| أوكلاهوما          | إدارة التعليم بولاية أوكلاهوما                     | اختبارات المناهج الرئيسية بولاية أوكلاهوما | OCCT                    | [ 18 ]      |
| أوريغون            | إدارة التعليم بولاية أوريغون                       | تقييم المعرفة والمهارات بولاية أوريغون | OAKS                    | [ 19 ]      |
| بنسيلفانيا         | إدارة التعليم بولاية بنسيلفانيا                    | نظام بنسيلفانيا للتقييم المدرسي التقييم المدرسي البديل بولاية بنسيلفانيا | PSSA PASA               |             |
| رود آيلاند         | إدارة التعليم الابتدائي والثانوي بولاية رود آيلاند | برنامج التقييم المشترك بولاية نيو إنجلاند | NECAP                   | [ 20 ]      |
| كارولاينا الجنوبية | إدارة التعليم بولاية كارولاينا الجنوبية            | تقييم بالميتو لمعايير الولاية (الصفوف 3-8) برنامج تقييم الثانوية العامة (الصفوف 9-12)                                                                                           | PASS HSAP               |             |
| داكوتا الجنوبية    | إدارة التعليم بولاية داكوتا الجنوبية               | اختبار التقدم التعليمي في ولاية داكوتا الجنوبية | DSTEP                   |             |
| تينيسي             | إدارة التعليم بولاية تينيسي                        | برنامج التقييم الشامل بولاية تينيسي | TCAP                    |             |
| تكساس              | وكالة التعليم بولاية تكساس                         | تقييمات الاستعداد الأكاديمي بولاية تكساس | STAAR                   |             |
| يوتا               | مكتب التعليم بولاية يوتا                           | اختبار المهارات الأساسية بولاية يوتا اختبار التطور التعليمي بولاية يوتا | UTBS UTED               | [ 21 ]      |
| فيرمونت            | إدارة التعليم بولاية فيرمونت                       | برنامج التقييم المشترك بولاية نيو إنجلاند | NECAP                   | [ 22 ]      |
| فيرجينيا           | إدارة التعليم بولاية فيرجينيا                      | معايير التعلم | SOL                     |             |
| واشنطن             | مكتب مدير التعليم العام بولاية واشنطن              | تقييم تعلم الطالب بولاية واشنطن | WASL                    |             |
| فيرجينيا الغربية   | إدارة التعليم بولاية فيرجينيا الغربية              | اختبار المعايير التعليمية بولاية فيرجينيا الغربية | WESTEST                 | [ 23 ]      |
| ويسكونسن           | إدارة التعليم العام بولاية ويسكونسن                | اختبار المعرفة والمفاهيم بولاية ويسكونسن | WKCE                    |             |
| وايومنغ            | إدارة التعليم بولاية وايومنغ                       | تقييمات الكفاءة لطلاب وايومنغ | PAWS                    | [ 24 ]      |

## اختبارات إضافية
بالإضافة إلى القائمة السابقة، تتولى بعض الولايات الإشراف على امتحانات ضرورية أخرى. ومن بينها ولاية نيفادا والتي تتولى الإشراف على العديد من الاختبارات كجزء من برنامج اختبار الكفاءة بولاية نيفادا. وتتضمن هذه الاختبارات اختبار الكفاءة للثانوية العامة في القراءة والرياضيات واختبار المهارات الأساسية بولاية آيوا واختبارات التطور التعليمي بولاية آيوا والاختبارات محددة المعايير في القراءة والرياضيات والعلوم وتقييم الكفاءة اللغوية والمقاييس البديلة للإنجاز الأكاديمي بولاية نيفادا والتقييم الوطني للتقدم التعليمي. ويُستخدم اختبار باريير لإنجاز الولاية في إلينوي, بجانب  اختبار إنجاز ولاية إلينوي. وتتطلب ولاية ألاباما اجتياز مجموعة اختبارات إنجاز ستانفورد، أما في تكساس فيوجد تقييم التعليم العالي بولاية تكساس. وقد توقفت هذه الولاية عن استخدام تقييم المهارات الأكاديمية بولاية تكساس. ومنذ العام الدراسي 2007–2008, طالبت ولاية كنتاكي من جميع طلابها في المدارس الثانوية العامة اجتياز اختبار الكليات الأمريكية (ACT) في عامهم قبل الأخير.